# Slam Dunk Contest
O NBA Slam Dunk Contest (Em Português: NBA concurso de Afundanços) é uma competição de enterradas anual da NBA, realizada durante o All-Star Weekend, final de semana no qual são realizados diversos eventos festivos, com destaque para a competição de enterradas, de arremessos de 3 pontos e pelo jogo dos estrelas (All-Star Game). Este campeonato de enterradas ganhou notoriedade com a participação de Julius Erving, que inovou na arte de enterrar e surpreendeu com sua enterrada da linha do lance-livre.
Os participantes, entretanto, devem ser iniciantes na liga. Durante os anos 80 pôde ser visto grandes duelos, um destes memoráveis pode ser considerado entre Michael Jordan e Dominique Wilkins, nos anos de 87, 88 e 89. Entretanto, na era pós Jordan, o campeonato decaiu bastante de qualidade, com até mesmo grandes fiascos nas tentativas de enterradas. O último campeão do NBA Slam Dunk Contest foi Mac McClung, jogador do Orlando Magic. Em 2010, Nate Robinson, que até então atuava pelo New York Knicks, se tornou o jogador que mais vezes ganhou o campeonato, com 3, passando as lendas Michael Jordan e Jason Richardson. Em 2025, Mac McClung igualou Robinson, após vencer pela terceira vez consecutiva.

## Lista de campeões
- 2025 (São Francisco) - Mac McClung, Orlando Magic
- 2024 (Indianápolis) - Mac McClung, Osceola Magic
- 2023 (Salt Lake City) - Mac McClung, Philadelphia 76ers
- 2022 (Cleveland) - Obi Toppin, New York Knicks
- 2021 (Atlanta) - Anfernee Simons, Portland Trail Blazers
- 2020 (Chicago) - Derrick Jones Jr, Miami Heat
- 2019 (Charlotte) - Hamidou Diallo, Oklahoma City Thunder
- 2018 (Los Angeles) - Donovan Mitchell, Utah Jazz
- 2017 (New Orleans) - Glenn Robinson III, Indiana Pacers
- 2016 (Toronto) - Zach LaVine, Minnesota Timberwolves
- 2015 (New York) - Zach LaVine, Minnesota Timberwolves
- 2014 (New Orleans) – John Wall, Washington Wizards
- 2013 (Houston) - Terrence Ross, Toronto Raptors
- 2012 (Orlando) - Jeremy Evans, Utah Jazz
- 2011 (Los Angeles) - Blake Griffin, Los Angeles Clippers
- 2010 (Dallas) - Nate Robinson, New York Knicks
- 2009 (Phoenix) - Nate Robinson, New York Knicks
- 2008 (New Orleans) - Dwight Howard, Orlando Magic
- 2007 (Las Vegas) - Gerald Green, Boston Celtics
- 2006 (Houston) - Nate Robinson, New York Knicks
- 2005 (Denver) - Josh Smith, Atlanta Hawks
- 2004 (Los Angeles) - Fred Jones, Indiana Pacers
- 2003 (Atlanta) - Jason Richardson, Golden State Warriors
- 2002 (Philadelphia) - Jason Richardson, Golden State Warriors
- 2001 (Washington, D.C.) - Desmond Mason, Seattle SuperSonics
- 2000 (Oakland) - Vince Carter, Toronto Raptors
- 1999 (Philadelphia) - Lockout - Não houve All-Star Weekend
- 1998 (New York City) - Não houve torneio de enterradas
- 1997 (Cleveland) - Kobe Bryant, Los Angeles Lakers
- 1996 (San Antonio) - Brent Barry, Los Angeles Clippers
- 1995 (Phoenix) - Harold Miner, Miami Heat
- 1994 (Minneapolis) - Isaiah Rider, Minnesota Timberwolves
- 1993 (Salt Lake City) - Harold Miner, Miami Heat
- 1992 (Orlando) - Cedric Ceballos, Phoenix Suns
- 1991 (Charlotte) - Dee Brown, Boston Celtics
- 1990 (Miami) - Dominique Wilkins, Atlanta Hawks
- 1989 (Houston) - Kenny Walker, New York Knicks
- 1988 (Chicago) - Michael Jordan, Chicago Bulls
- 1987 (Seattle) - Michael Jordan, Chicago Bulls
- 1986 (Dallas) - Spud Webb, Atlanta Hawks
- 1985 (Indianapolis) - Dominique Wilkins, Atlanta Hawks
- 1984 (Denver) - Larry Nance, Phoenix Suns